# Krasse Knarren (MAX)
Krasse Knarren is een Nederlands televisieprogramma dat sinds januari 2012 wordt uitgezonden. De titel is ontleend aan een neologisme van Kees van Kooten en Wim de Bie die hun programmareeks van seizoen 1993-1994 onder dezelfde titel op tv brachten bij de VPRO.
Het programma gaat over vijf oudere Bekende Nederlanders die meedoen aan een experiment. Voordat de deelnemers aan het programma meededen, werden zij getest op fysiek vlak. Dan gaat het gezelschap het huis in, waar de tijd is teruggedraaid naar de jaren '70. Men bekijkt of de deelnemers zich na een week weer jonger en vitaler voelen dan voor het experiment.
Het programma is gebaseerd op het onderzoek van de Amerikaanse sociaal-psychologe Ellen Langer. In 1981 bedacht zij dit experiment om te bekijken of mensen zich door terug te gaan in de tijd geestelijk en lichamelijk jonger kunnen voelen.
Het programma werd gepresenteerd door Martine Bijl.
De uitzendingen van het tweede seizoen startten op 3 april 2013. Op 12 augustus 2014 begon seizoen 3 van het programma. Deelnemer aan dit derde seizoen Ad van de Gein (92) overleed één dag na de laatste uitzending ervan.

## Deelnemers seizoen 1
| Naam                  | Leeftijd tijdens serie | Bekend als             |
| --------------------- | ---------------------- | ---------------------- |
| Ed van Thijn († 2021) | 76                     | politicus              |
| Henk van der Horst    | 72                     | acteur                 |
| John Leddy († 2022)   | 81                     | acteur                 |
| Marie-Cécile Moerdijk | 82                     | zangeres/schrijfster   |
| Mimi Kok († 2014)     | 77                     | toneel- en stemactrice |

## Deelnemers seizoen 2
| Naam                      | Leeftijd tijdens serie | Bekend als       |
| ------------------------- | ---------------------- | ---------------- |
| Nelly Frijda              | 76                     | actrice/politica |
| Barrie Stevens            | 68                     | choreograaf      |
| Bram Biesterveld († 2025) | 74                     | acteur           |
| Oscar Harris              | 69                     | zanger           |
| Bram Stemerdink           | 77                     | politicus        |

## Deelnemers seizoen 3
| Naam                    | Leeftijd tijdens serie | Bekend als                                   |
| ----------------------- | ---------------------- | -------------------------------------------- |
| Hans van der Togt       | 66                     | omroeper en televisiepresentator             |
| Eric Schneider († 2022) | 79                     | acteur en toneelschrijver                    |
| Kitty Knappert († 2025) | 84                     | danseres en regisseuse                       |
| Ad van de Gein († 2014) | 92                     | pianist (onder andere bij het Cocktail Trio) |
| Trea Dobbs              | 67                     | zangeres                                     |